# Tranquility Base Hotel & Casino Tour
Tranquility Base Hotel & Casino Tour  — шостий концертний  тур англійської рок-групи Arctic Monkeys  у 2018-2019 роках на підтримку їх шостого студійного альбому  Tranquility Base Hotel & Casino.

## Історія
12 березня 2018 року після 4-річної перерви група оголосила перші виступи на фестивалях в Північній Америці.  5 квітня відбувся анонс шостого студійного альбому Tranquility Base Hotel & Casino, який випустили 11 травня. Концерти в Сполученому Королівстві та Ірландії оголосили 9 квітня. У квітні було оголошено й інші дати концертів у США та Великій Британії.

## Сет-ліст туру
Сет-ліст концерту 22 травня 2018 року в Берліні. список виконаних пісень в інших містах може трохи відрізнятися.
1. "Four Out of Five"
2. "Do I Wanna Know?"
3. "Brianstorm"
4. "Don't Sit Down 'Cause I've Moved Your Chair"
5. "505"
6. "She Looks Like Fun"
7. "The Hellcat Spangled Shalalala"
8. "I Bet You Look Good on the Dancefloor"
9. "Cornerstone"
10. "One Point Perspective"
11. "American Sports"
12. "Arabella"
13. "You're So Dark"
14. "Pretty Visitors"
15. "Knee Socks"
16. "One for the Road"

На біс
1. "Crying Lightning"
2. "Snap Out of It"
3. "R U Mine?"

## Дати концертів
| Дата                      | Місто                     | Країна                    | Місце проведення                                           | Розігрів                  | Кількість глядачів        | Касові збори              |
| 1 етап – Північна Америка | 1 етап – Північна Америка | 1 етап – Північна Америка | 1 етап – Північна Америка                                  | 1 етап – Північна Америка | 1 етап – Північна Америка | 1 етап – Північна Америка |
| ------------------------- | ------------------------- | ------------------------- | ---------------------------------------------------------- | ------------------------- | ------------------------- | ------------------------- |
| 2 травня 2018             | Сан-Дієго                 | США                       | The Observatory North Park                                 | Cameron Avery             | —                         | —                         |
| 3 травня 2018             | Сан-Дієго                 | США                       | The Observatory North Park                                 | Cameron Avery             | —                         | —                         |
| 5 травня 2018             | Лос-Анджелес              | США                       | «Hollywood Forever»                                        | Cameron Avery             | —                         | —                         |
| 9 травня 2018             | Нью-Йорк (Бруклін         | США                       | Brooklyn Steel                                             | Cameron Avery             | —                         | —                         |
| 2 етап – Європа           |                           |                           |                                                            |                           |                           |                           |
| 22 травня 2018            | Берлін                    | Німеччина                 | Columbiahalle                                              | Cameron Avery             | —                         | —                         |
| 23 травня 2018            | Берлін                    | Німеччина                 | Columbiahalle                                              | Cameron Avery             | —                         | —                         |
| 26 травня 2018            | Рим                       | Італія                    | Cavea Auditorium                                           | Cameron Avery             | —                         | —                         |
| 27 травня 2018            | Рим                       | Італія                    | Cavea Auditorium                                           | Cameron Avery             | —                         | —                         |
| 29 травня 2018            | Париж                     | Франція                   | Zénith                                                     | Cameron Avery             | —                         | —                         |
| 30 травня 2018            | Париж                     | Франція                   | Zénith                                                     | Cameron Avery             | —                         | —                         |
| 2 червня 2018             | Барселона                 | Іспанія                   | Parc del Fòrum                                             |                           |                           |                           |
| 4 червня 2018             | Мілан                     | Італія                    | Mediolanum Forum                                           | Cameron Avery             | —                         | —                         |
| 7 червня 2018             | Лондон                    | Велика Британія           | Royal Albert Hall                                          | Cameron Avery             | —                         | —                         |
| 8 червня 2018             | Хілваренбек               | Нідерланди                | Safaripark Beekse Bergen                                   |                           |                           |                           |
| 3 етап – Північна Америка |                           |                           |                                                            |                           |                           |                           |
| 15 червня 2018            | Довер                     | США                       | The Woodlands of Dover International Speedway              |                           |                           |                           |
| 16 червня 2018            | Ралі                      | США                       | Red Hat Amphitheater                                       | The Nude Party            | —                         | —                         |
| 18 червня 2018            | Нашвілл                   | США                       | Ascend Amphitheater                                        | The Nude Party            | —                         | —                         |
| 19 червня 2018            | Атланта                   | США                       | Coca-Cola Roxy Theatre                                     | The Nude Party            | —                         | —                         |
| 4 етап – Європа           |                           |                           |                                                            |                           |                           |                           |
| 22 червня 2018            | Нойхаузен-об-Екк          | Німеччина                 | Neuhausen ob Eck Airfield                                  |                           |                           |                           |
| 24 червня 2018            | Шесель                    | Німеччина                 | Eichenring                                                 |                           |                           |                           |
| 26 червня 2018            | Дюссельдорф               | Німеччина                 | Mitsubishi Electric Halle                                  | Cameron Avery             | —                         | —                         |
| 27 червня 2018            | Копенгаген                | Данія                     | Royal Arena                                                | Cameron Avery             | —                         | —                         |
| 1 липня 2018              | Глазго                    | Велика Британія           | Glasgow Green                                              |                           |                           |                           |
| 4 липня 2018              | Гдиня                     | Польща                    | Аеропорт «Гдиня-Косаково»                                  |                           |                           |                           |
| 6 липня 2018              | Малакаса                  | Греція                    | Terra Vibe Park                                            |                           |                           |                           |
| 8 липня 2018              | Верчтер                   | Бельгія                   | Werchter Festivalpark                                      |                           |                           |                           |
| 10 липня 2018             | Ліон                      | Франція                   | Théâtre antique de Lyon                                    |                           |                           |                           |
| 12 липня 2018             | Лісабон                   | Португалія                | Passeio Marítimo de Algés                                  |                           |                           |                           |
| 13 липня 2018             | Мадрид                    | Іспанія                   | Caja Mágica                                                |                           |                           |                           |
| 5 етап – Північна Америка |                           |                           |                                                            |                           |                           |                           |
| 24 липня 2018             | Нью-Йорк (Квінз)          | США                       | Forest Hills Stadium                                       | Mini Mansions             | —                         | —                         |
| 25 липня 2018             | Канандаігуа               | США                       | Constellation Brands – Marvin Sands Performing Arts Center | Mini Mansions             | —                         | —                         |
| 27 липня 2018             | Бостон                    | США                       | TD Garden                                                  | Mini Mansions             | —                         | —                         |
| 28 липня 2018             | Вашингтон                 | США                       | The Anthem                                                 | Mini Mansions             | —                         | —                         |
| 29 липня 2018             | Вашингтон                 | США                       | The Anthem                                                 | Mini Mansions             | —                         | —                         |
| 31 липня 2018             | Піттсбург                 | США                       | Petersen Events Center                                     | Mini Mansions             | —                         | —                         |
| 1 серпня 2018             | Детройт                   | США                       | Masonic Temple Theater                                     | Mini Mansions             | —                         | —                         |
| 2 серпня 2018             | Чикаго                    | США                       | Grant Park                                                 | Н/Д                       | Н/Д                       | Н/Д                       |
| 4 серпня 2018             | Монреаль                  | Канада                    | Parc Jean-Drapeau                                          | Н/Д                       | Н/Д                       | Н/Д                       |
| 5 серпня 2018             | Торонто                   | Канада                    | Air Canada Centre                                          | Mini Mansions             | —                         | —                         |
| 6 етап – Європа           |                           |                           |                                                            |                           |                           |                           |
| 8 серпня 2018             | Осло                      | Норвегія                  | Middelalderparken                                          | Н/Д                       | Н/Д                       | Н/Д                       |
| 9 серпня 2018             | Гетеборг                  | Швеція                    | Slottsskogen                                               | Н/Д                       | Н/Д                       | Н/Д                       |
| 11 серпня 2018            | Гельсінкі                 | Фінляндія                 | Suvilahti                                                  | Н/Д                       | Н/Д                       | Н/Д                       |
| 14 серпня 2018            | Будапешт                  | Угорщина                  | Óbudai-sziget                                              | Н/Д                       | Н/Д                       | Н/Д                       |
| 6 вересня 2018            | Манчестер                 | Велика Британія           | Manchester Arena                                           | The Lemon Twigs           | —                         | —                         |
| 7 вересня 2018            | Манчестер                 | Велика Британія           | Manchester Arena                                           | The Lemon Twigs           | —                         | —                         |
| 9 вересня 2018            | Лондон                    | Велика Британія           | The O2 Arena                                               | The Lemon Twigs           | —                         | —                         |
| 10 вересня 2018           | Лондон                    | Велика Британія           | The O2 Arena                                               | The Lemon Twigs           | —                         | —                         |
| 12 вересня 2018           | Лондон                    | Велика Британія           | The O2 Arena                                               | The Lemon Twigs           | —                         | —                         |
| 13 вересня 2018           | Лондон                    | Велика Британія           | The O2 Arena                                               | The Lemon Twigs           | —                         | —                         |
| 15 вересня 2018           | Бірмінгем                 | Велика Британія           | Arena Birmingham                                           | The Lemon Twigs           | —                         | —                         |
| 16 вересня 2018           | Бірмінгем                 | Велика Британія           | Arena Birmingham                                           | The Lemon Twigs           | —                         | —                         |
| 18 вересня 2018           | Шеффілд                   | Велика Британія           | FlyDSA Arena                                               | The Lemon Twigs           | —                         | —                         |
| 19 вересня 2018           | Шеффілд                   | Велика Британія           | FlyDSA Arena                                               | The Lemon Twigs           | —                         | —                         |
| 21 вересня 2018           | Шеффілд                   | Велика Британія           | FlyDSA Arena                                               | The Lemon Twigs           | —                         | —                         |
| 22 вересня 2018           | Шеффілд                   | Велика Британія           | FlyDSA Arena                                               | The Lemon Twigs           | —                         | —                         |
| 24 вересня 2018           | Дублін                    | Ірландія                  | 3Arena                                                     | The Lemon Twigs           | —                         | —                         |
| 25 вересня 2018           | Дублін                    | Ірландія                  | 3Arena                                                     | The Lemon Twigs           | —                         | —                         |
| 27 вересня 2018           | Ньюкасл                   | Велика Британія           | Metro Radio Arena                                          | The Lemon Twigs           | —                         | —                         |
| 28 вересня 2018           | Ньюкасл                   | Велика Британія           | Metro Radio Arena                                          | The Lemon Twigs           | —                         | —                         |